# Fryderyki 2012
Fryderyki 2012 – 18. edycja polskich nagród muzycznych Fryderyków, przyznawanych przez Akademię Fonograficzną (powołaną przez Związek Producentów Audio-Video), honorująca dokonania przemysłu muzycznego między 1 grudnia 2010 a 30 listopada 2011. Ceremonia wręczenia nagród odbyła się 26 kwietnia 2012 w Teatrze Dramatycznym w Warszawie. Poprowadzili ją Grażyna Torbicka i Piotr Metz, a jej emisja na żywo odbyła się w TVP2.
Nagrody konkursowe zostały przyznane w 36 kategoriach (21 w sekcji muzyki rozrywkowej, 4 w sekcji muzyki jazzowej i 11 w sekcji muzyki poważnej). Najwięcej nominacji (po 4) otrzymały Ania Rusowicz i Julia Marcell. Najwięcej nagród (4) zdobyła Ania Rusowicz. Zespół Zakopower wygrał 3 nagrody, zaś Agata Szymczewska, Kaja Danczowska, Katarzyna Nosowska, Krystian Zimerman, Rafał Kwiatkowski i Ryszard Groblewski po 2. Poza nagrodami konkursowymi zostały przyznane trzy Złote Fryderyki.

## Organizacja
23 lutego 2007 Andrzej Puczyński i Jan Chojnacki, reprezentujący zarząd Związku Producentów Audio-Video (ZPAV), podpisali ze Stanisławem Trzcińskim, prezesem agencji STX Jamboree, umowę w sprawie wyłącznej organizacji i promocji Fryderyków w latach 2007–2010. Ponadto przedsiębiorstwo mogło rozporządzać prawami do transmisji telewizyjnej wręczenia nagród. We wrześniu 2008 ZPAV przedłużył umowę na lata 2011–2012.
Do Fryderyków 2012 zostało utworzone 36 kategorii (21 w sekcji muzyki rozrywkowej, 4 w sekcji muzyki jazzowej i 11 w sekcji muzyki poważnej). 4 stycznia 2012 zostało zakończone przyjmowanie zgłoszeń. Łącznie Akademia Fonograficzna otrzymała ich 918, co było najwyższym wynikiem w historii nagród. Do 20 lutego 2012 trwało głosowanie członków Akademii Fonograficznej na nominacje. 22 lutego 2012 ZPAV ogłosił nominacje i podał laureatów Złotych Fryderyków. Ponadto zapowiedział, że ceremonia wręczenia nagród odbędzie się 26 kwietnia 2012 i będzie transmitowana przez TVP2.
Gala odbyła się, po raz pierwszy w historii Fryderyków, w Teatrze Dramatycznym w Warszawie. Poprowadzili ją dziennikarze Grażyna Torbicka i Piotr Metz. Była emitowana przez TVP2 w dwóch częściach: o 19:05 i 23:15.

## Przebieg

### Występy
Występy podczas gali:

- Ania Rusowicz
- Brodka – „Varsovie”[8]
- Nosowska
- Zakopower
- Maciej Maleńczuk – „Ostatnia nocka”[9]
- Monika Borzym
- Nahorny Trio
- Marek Tomaszewski

### Prezenterzy
Prezenterzy podczas gali:

- Hanna Gronkiewicz-Waltz
- Justyna Steczkowska
- Kora
- Agata Szymczewska
- Grzegorz Markowski
- Zbigniew Hołdys
- Mirosław Pęczak
- Bartek Chaciński
- Rafał Olejniczak
- Hirek Wrona
- Paweł Kostrzewa

## Laureaci i nominowani

### Sekcja muzyki rozrywkowej
| Piosenka roku | Fonograficzny debiut roku |
| --- | --- |
| - „Boso” – Zakopower - „Matrioszka” – Julia Marcell - „Nomada” – Nosowska - „Solą w oku” – Illusion - „Ślepa miłość” – Ania Rusowicz | - Ania Rusowicz - Luxtorpeda - Marcelina - Neo Retros - Projekt Warszawiak |
| Wokalista roku | Wokalistka roku |
| - Kuba Badach - Andrzej Piaseczny - Piotr Rogucki - Sebastian Karpiel-Bułecka - Tomasz Lipnicki | - Ania Rusowicz - Monika Brodka - Ewa Farna - Julia Marcell - Katarzyna Nosowska |
| Grupa roku | Produkcja muzyczna roku |
| - Zakopower - Coma - Luxtorpeda - Myslovitz - Poluzjanci | - Mój Big-Bit – Ania Rusowicz - produkcja i realizacja: Ania Rusowicz i Kuba Galiński - 8 – Nosowska - produkcja: Marcin Bors i Marcin Macuk - realizacja: Marcin Bors - Boso – Zakopower - produkcja: Mateusz Pospieszalski - realizacja: Adam Celiński - Czerwony album – Coma - produkcja: Tomasz Zalewski, Piotr Rogucki, Rafał Matuszak, Dominik Witczak, Adam Marszałkowski i Marcin Kobza - June – Julia Marcell - produkcja: Moses Schneider, Ben Lauber i Julia Marcell - realizacja: Torsen Otto |
| Kompozytor roku | Autor roku |
| - Seweryn Krajewski - Iza Lach - Julia Marcell - Luxtorpeda - Marcin Macuk | - Katarzyna Nosowska - Ania Rusowicz - Fisz - Julia Marcell - Olaf Deriglasoff |
| Album roku pop | Album roku rock |
| - Mój Big-Bit – Ania Rusowicz - Jak tam jest – Seweryn Krajewski - Krzyk – Iza Lach - Trzy metry ponad ziemią – Poluzjanci - Wysocki Maleńczuka – Maciej Maleńczuk i Psychodancing | - Czerwony album – Coma - Luxtorpeda – Luxtorpeda - Bar La Curva / Plamy na słońcu – Kazik na Żywo - Nieważne jak wysoko jesteśmy… – Myslovitz - Noże – Deriglasoff |
| Album roku metal | Album roku muzyka alternatywna |
| - Welcome to the Morbid Reich – Vader - Apatia – Pneuma - Biało-czarna – Kat & Roman Kostrzewski - Revenge – Jelonek - XXV lat później – Hunter | - June – Julia Marcell - 8 – Nosowska - Baaba Kulka – Baaba i Gaba Kulka - Plan ewakuacji – Cool Kids of Death - Republika 69 – Agressiva 69 |
| Album roku muzyka klubowa / elektronika | Album roku hip-hop / R&B / reggae |
| - Mixfinder – Novika - 40 Surfers Waiting for the Wave – Őszibarack - 8 – Grabek - Emma Dax – Emma Dax - Ramona Rey 3 – Ramona Rey | - Zwierzę bez nogi – Fisz i Emade - Jazz, dwa, trzy – O.S.T.R. - Rzeka dzieciństwa – Maleo Reggae Rockers - Renesoul – Pinnawela - The B.O.M.B. – Afromental |
| Album roku folk / muzyka świata | Album roku blues |
| - Boso – Zakopower - Dlaczego nie – Dagadana - Globalna wiocha – Żywiołak - Gore – Pieśni buntu i niedoli XVI–XX wieku – R.U.T.A. - Sobremesa – Anna Maria Jopek | - 4 basy – Krzak - Afro Groove – Magda Piskorczyk - Mahalia – Magda Piskorczyk - Sobą gram – Leszek Cichoński - Tribute to Georgie Buck – Limboski |
| Album roku piosenka poetycka | Album roku oryginalna ścieżka dźwiękowa |
| - Księga olśnień – Aga Zaryan - Czesław Śpiewa Miłosza – Czesław Śpiewa - Och! Turnau Och-Teatr 18 V 2011 – Grzegorz Turnau - Pin-up Princess – Katarzyna Groniec - Radiowa Kabaret Starszych Panów Vol. 1 – Kabaret Starszych Panów | - Czarny czwartek – Michał Lorenc i różni wykonawcy - 1920 Bitwa warszawska – Krzesimir Dębski i różni wykonawcy - Pora umierać – Włodek Pawlik |
| Najlepsza oprawa graficzna albumu | Wideoklip roku |
| - 8 – Nosowska - projekt: Macio Moretti - Czesław Śpiewa Miłosza – Czesław Śpiewa - projekt: Mariusz Kaczmarek - Pin-up Princess – Katarzyna Groniec - projekt: Paweł Wroniszewski - Renesoul – Pinnawela - projekt: Artur Dobrowolski i Paulina Przybysz - Zwierzę bez nogi – Fisz i Emade - projekt: Michael Velliquette i Marcin Szymkowiak | - „Krzyżówka dnia” – Brodka - reżyseria: Krzysztof Skonieczny - „Hit the Road Jack” – Acid Drinkers - reżyseria: Przemysław Chojnacki - „Lucifer” – Behemoth - reżyseria: Dariusz Szermanowicz i Łukasz Tunikowski - „Matrioszka” – Julia Marcell - reżyseria: Julia Marcell - „Ślepa miłość” – Ania Rusowicz - reżyseria: Jan P. Matuszyński |
| Najlepszy album zagraniczny | |
| - 21 – Adele - I’m With You – Red Hot Chili Peppers - Let England Shake – PJ Harvey - Mylo Xyloto – Coldplay - Wasting Light – Foo Fighters | |

### Sekcja muzyki jazzowej
| Jazzowy album roku | Jazzowy muzyk roku |
| --- | --- |
| - My One and Only Love – Robert Majewski, gościnnie: Bobo Stenson, Palle Danielsson i Joey Baron - Fade In – Atom String Quartet - Faithful – Marcin Wasilewski Trio - Looking for Balance – Krzysztof Herdzin - Over and Over – Grzegorz Nagórski Quartet | - Marcin Wasilewski - Grzegorz Nagórski - Jerzy Małek - Krzysztof Herdzin - Robert Majewski                                          |
| Jazzowy fonograficzny debiut roku | Jazzowy kompozytor / aranżer roku |
| - Atom String Quartet - Biotone - Krzysztof Pacan - Marta Król - Monika Borzym | - Krzysztof Herdzin - Grzegorz Nagórski - Jacek Niedziela-Meira - Jerzy Małek - Maciej Kociński - Marcin Masecki - Marcin Wasilewski |

### Sekcja muzyki poważnej
| Najwybitniejsze nagranie muzyki polskiej | Najwybitniejsze nagranie muzyki polskiej                                                                         |
| --- | --- |
| - Grażyna Bacewicz – II Sonata Fortepianowa, I i II Kwintet Fortepianowy - Krystian Zimerman, Kaja Danczowska, Agata Szymczewska, Ryszard Groblewski i Rafał Kwiatkowski - Paweł Mykietyn – Pasja wg św. Marka - Urszula Kryger, Katarzyna Moś, Maciej Stuhr, Orkiestra Kameralna Aukso, Soliści Warszawskiego Chóru Chłopięcego przy Uniwersytecie Muzycznym Fryderyka Chopina, Cantores Minores Wratislavienses (dyrekcja: Marek Moś) - Henryk Mikołaj Górecki – The Three String Quartets - Royal String Quartet - Władysław Żeleński – Pieśni - Urszula Kryger i Warszawscy Soliści Concerto Avenna (dyrekcja: Andrzej Mysiński) - Z. Bagiński, M. Bembinow, W. Blecharz, A. Gronau, M. Małecki, A. Mociulschi, O. Hans, W. Łukaszewski, B. Kowalski-Banasewicz, M. Borkowski, P. Zych, P. Łukaszewski, E. Pałłasz – New Polish Music for Choir - Polski Chór Kameralny (dyrekcja: Jan Łukaszewski) | |
| Kompozytor roku | Fonograficzny debiut roku                                                                                        |
| - Paweł Mykietyn - Krzysztof Penderecki - Maciej Zieliński - Piotr Moss - Wojciech Kilar | - Mariusz Kwiecień - Chór Kameralny The Warsaw Singers - NeoQuartet - Silesian Trio - Zespół Męski „Gregorianum” |
| Album roku muzyka chóralna i oratoryjna | |
| - Łukaszewski & Bembinow. Kolędy i pastorałki - Dziewczęcy Chór Katedralny Puellae Orantes, Kwartet Smyczkowy Dafô - Jasnogórska Muzyka Dawna vol. 45 - Camerata Silesia (dyrekcja: Anna Szostak) - Józef Elsner – Msza a-moll - Izabela Magoń – sopran, Judyta Fąfara – alt, Artur Nycz – tenor, Dawid Krzysztoń – bas, Chór i Orkiestra Kameralna Nicolaus (dyrekcja: Zdzisław Magoń) - John Rutter – Requiem - Justyna Stępień, Chór Katedry Warszawsko-Praskiej Musica Sacra, Filharmonia Kameralna im. Witolda Lutosławskiego (dyrekcja: Jan Miłosz Zarzycki) - Totus Tuus - Chór Chłopięcy i Męski Filharmonii Poznańskiej Poznańskie Słowiki | |
| Album roku muzyka dawna | |
| - Mikołaj Zieleński – Opera Omnia vol. 1–6 - Collegium Zieleński i Capella Cracoviensis (dyrekcja: Stanisław Gałoński) - Jasnogórska Muzyka Dawna vol. 38 - Concerto Polacco (dyrekcja: Marek Toporowski) - Joseph Haydn – Symphonies Nos. 6, 7, 8: Le Matin, Le Midi, Le Soir - NFM Wrocławska Orkiestra Barokowa (dyrekcja: Jarosław Thiel) | |
| Album roku muzyka kameralna | |
| - Władysław Żeleński – Pieśni - Urszula Kryger i Warszawscy Soliści Concerto Avenna (dyrekcja: Andrzej Mysiński) - Dobrzyński, Kilar, Lessel - Silesian Trio (Roman Widaszek, Tadeusz Tomaszewski, Joanna Domańska) - Karol Szymanowski – Violin Works I - Aleksandra Szwejkowska-Belica i Cezary Sanecki - Knapik, Krzanowski, Lasoń – Pokolenie Stalowowolskie - Kwartet Śląski - Żeleński, Noskowski – Polish Violin Sonatas - Włodzimierz Promiński i Katarzyna Makal-Żmuda | |
| Album roku muzyka symfoniczna i koncertująca | |
| - Paderewski – Piano Concerto, Polish Fantasy - Kevin Kenner i Orkiestra Opery i Filharmonii Podlaskiej w Białymstoku (dyrekcja: Marcin Nałęcz-Niesiołowski) - Gustaw Mahler – Pieśń o Ziemi - Jadwiga Rappé, Piotr Kusiewicz, Narodowa Orkiestra Symfoniczna Polskiego Radia w Katowicach (dyrekcja: Michael Zilm) - Fryderyk Chopin – I Koncert Fortepianowy e-moll op. 11 - Daniił Trifonow i Polska Filharmonia Kameralna (dyrekcja: Wojciech Rajski) - Wanda Wiłkomirska – Maestra - Orkiestra Symfoniczna Filharmonii Narodowej (dyrekcja: Witold Rowicki), Orkiestra Symfoniczna Filharmonii Narodowej (dyrekcja: Andrzej Markowski) i Polska Orkiestra Kameralna (dyrekcja: Jerzy Maksymiuk) - Witold Lutosławski – Opera Omnia 3 - NFM Orkiestra Symfoniczna Filharmonii Wrocławskiej (dyrekcja: Nicholas Daniel), Lucy Wakeford i NFM Wrocławska Orkiestra Kameralna Leopoldinum (dyrekcja: Ernst Kovacic) | |
| Album roku recital solowy | |
| - Olivier Messiaen – Vingt Regards sur l’Enfant-Jésus - Eugeniusz Knapik (fortepian) - Jerzy Godziszewski gra Chopina - Jerzy Godziszewski (fortepian) - Przedklasyczne koncerty obojowe - Tytus Wojnowicz (obój) - Roman Maciejewski – Complete Piano Mazurkas - Anna Brożek (fortepian) - Stravinsky – Le Sacre du Printemps - Marek Tomaszewski (fortepian) | |
| Album roku opera, operetka, balet | |
| - Giacomo Orefice – Chopin Opera in 4 Atti - Mariusz Godlewski, Steven Harrison, Evgeniya Kuznetsova, Gracjan Szymczak, Ewa Vesin, Damian Konieczek, Chór i Orkiestra Opery Wrocławskiej (dyrekcja: Ewa Michnik) - Carl Maria von Weber – Euryanthe - Melanie Diener, Helena Juntunen, John Mac Master, Stephen Gadd, Wojciech Gierlach, Dan Karlström, Izabela Matuła, Chór Polskiego Radia w Krakowie, Chór Opery i Filharmonii Podlaskiej w Białymstoku, Polska Orkiestra Radiowa (dyrekcja: Łukasz Borowicz) - Vincenzo Bellini – Norma - Orkiestra Symfoniczna i Chór Filharmonii Narodowej, Hasmik Papian, Allyson McHardy, Zoran Todorovich, Anna Lubańska, Adam Zdunikowski, Janusz Monarcha (dyrekcja: Antoni Wit, kierownik chóru: Henryk Wojnarowski) | |
| Album roku muzyka współczesna | |
| - Z. Bagiński, M. Bembinow, W. Blecharz, A. Gronau, M. Małecki, A. Mociulschi, O. Hans, W. Łukaszewski, B. Kowalski-Banasewicz, M. Borkowski, P. Zych, P. Łukaszewski, E. Pałłasz – New Polish Music for Choir - Polski Chór Kameralny (dyrekcja: Jan Łukaszewski) - Krzysztof Baculewski – utwory chóralne - Camerata Silesia (dyrekcja: Anna Szostak), Concerto Polacco (dyrekcja: Marek Toporowski), Tomasz Orlow – organy - Paweł Mykietyn – Pasja wg św. Marka - Urszula Kryger, Katarzyna Moś, Maciej Stuhr, Orkiestra Kameralna Aukso, Soliści Warszawskiego Chóru Chłopięcego przy Uniwersytecie Muzycznym Fryderyka Chopina, Cantores Minores Wratislavienses (dyrekcja: Marek Moś) - Piotr Moss – Symphonie Concertante for Flute, Piano and Orchestra; Adiago III; Portraits – Concerto for Piano and Orchestra - Barbara Halska, Elżbieta Gajewska, Narodowa Orkiestra Symfoniczna Polskiego Radia w Katowicach, Orkiestra Polskiego Radia i Telewizji w Krakowie (dyrekcja: Zbigniew Graca i Emilian Madey), Polska Orkiestra Radiowa (dyrekcja: Tomasz Bugaj) - Wojciech Kilar – koncert fortepianowy, preludium chorałowe na orkiestrę smyczkową, Orawa - Peter Jablonski, Polska Orkiestra Radiowa (dyrekcja: Wojciech Rajski) | |
| Najlepszy album polski za granicą | |
| - Grażyna Bacewicz – II Sonata Fortepianowa, I i II Kwintet Fortepianowy - Krystian Zimerman, Kaja Danczowska, Agata Szymczewska, Ryszard Groblewski i Rafał Kwiatkowski - Gioia! - Aleksandra Kurzak - Koncert na altówkę, koncert na wiolonczelę nr 2 - Orkiestra Symfoniczna Filharmonii Narodowej, Grigorij Żyslin – altówka, Tatjana Vassiljeva – wiolonczela (dyrekcja: Antoni Wit) - Slavic Heroes - Mariusz Kwiecień - Henryk Mikołaj Górecki – The Three String Quartets - Royal String Quartet | |

### Złote Fryderyki
Laureaci Złotych Fryderyków:

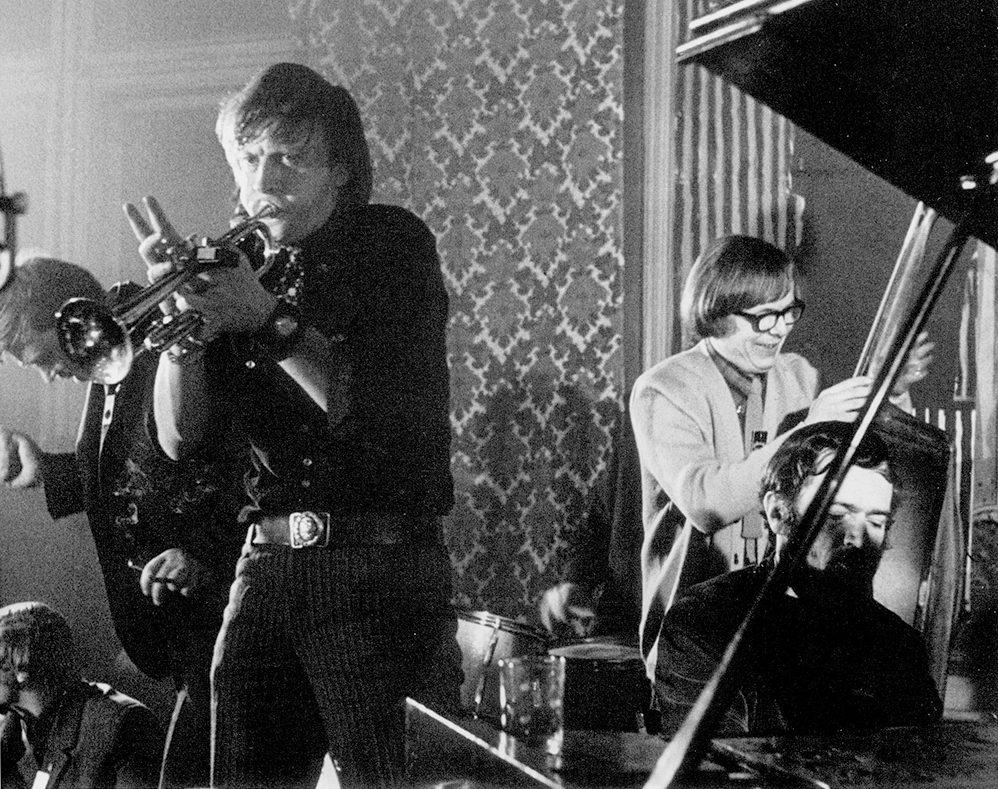
Marek Karewicz, laureat Złotego Fryderyka w muzyce rozrywkowej

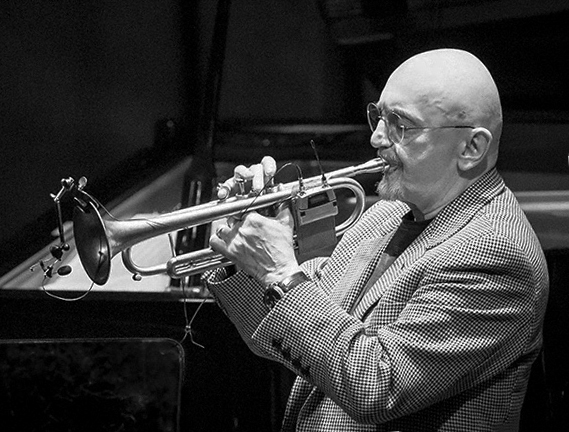
Tomasz Stańko, laureat Złotego Fryderyka w muzyce jazzowej

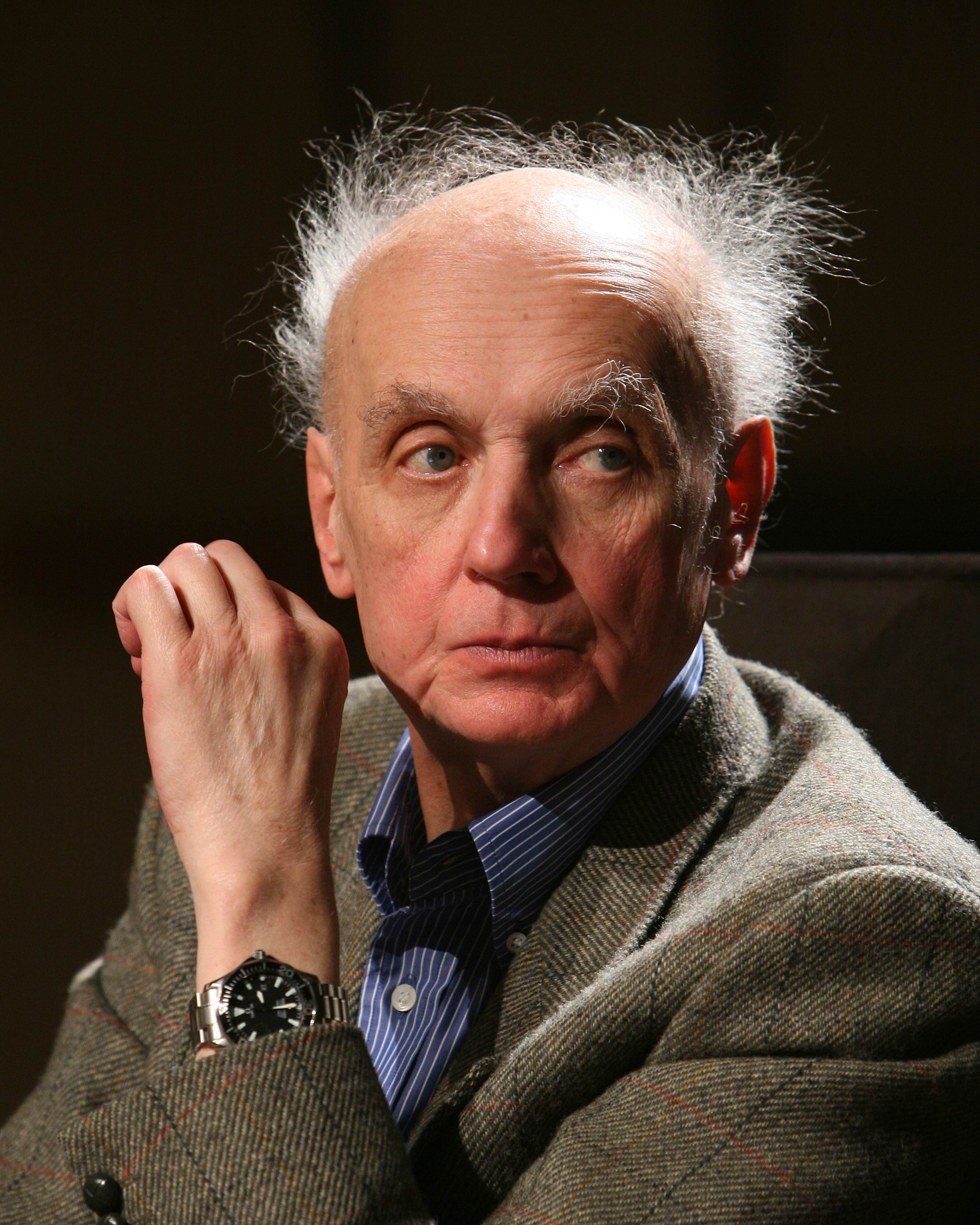
Wojciech Kilar, laureat Złotego Fryderyka w muzyce poważnej

- Marek Karewicz (muzyka rozrywkowa)
- Tomasz Stańko (muzyka jazzowa)
- Wojciech Kilar (muzyka poważna)

## Statystyki
| Liczba | Osoba/zespół                                                                                           |
| ------ | --- |
| 4      | Ania Rusowicz                                                                                          |
| 3      | Zakopower                                                                                              |
| 2      | Agata SzymczewskaKaja DanczowskaKatarzyna NosowskaKrystian ZimermanRafał KwiatkowskiRyszard Groblewski |

| Liczba | Osoba/zespół |
| ------ | --- |
| 7      | Ania RusowiczJulia Marcell |
| 6      | Katarzyna Nosowska |
| 5      | Robert FriedrichSebastian Karpiel-Bułecka |
| 4      | LuxtorpedaPiotr RoguckiUrszula KrygerZakopower |
| 3      | Adam MarszałkowskiComaDominik WitczakFiszGrzegorz NagórskiKrzysztof HerdzinKuba BadachMarcin KobzaMarcin WasilewskiOrkiestra Symfoniczna Filharmonii NarodowejPolska Orkiestra RadiowaRafał Matuszak |